# Vịnh Venezuela

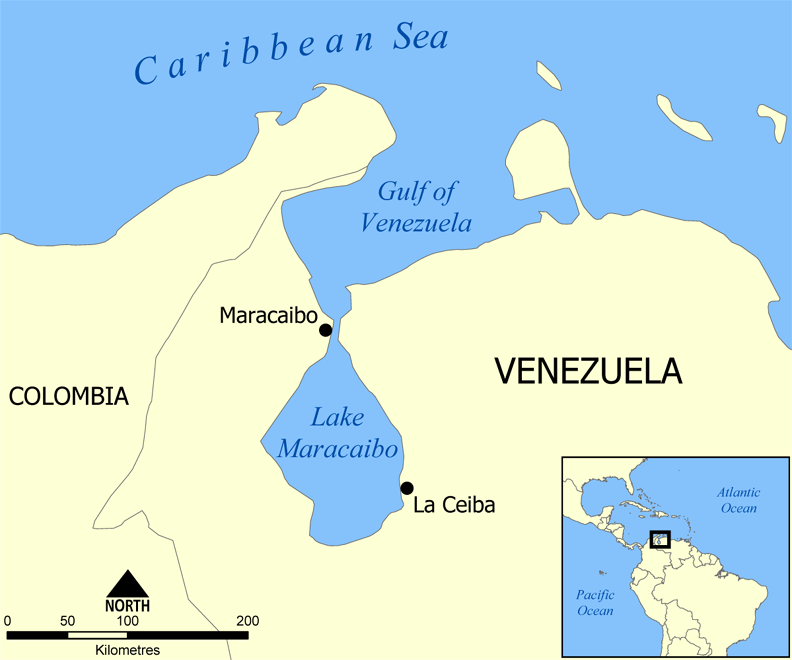
Vị trí vịnh Coquivacoa.

vịnh Coquivacoa hay Vịnh Venezuela là một vịnh thuộc biển Caribe nằm giáp với Zulia và Falcón của Venezuela và bang Guajira của Colombia. Một eo biển rộng 54 km (34 mi) nối liền vịnh này với hồ Maracaibo về phía nam.